# Ihor Kyrjuchancev
Ihor Olehovyč Kyrjuchancev (in ucraino Ігор Олегович Кирюханцев?; Makiïvka, 29 gennaio 1996) è un calciatore ucraino, centrocampista, o ala dello Zorja.

## Caratteristiche tecniche
È un terzino destro.

## Carriera
Cresciuto nelle giovanili dello Šachtar, ha esordito in prima squadra il 31 maggio 2017 in occasione del match di campionato pareggiato 1-1 contro l'Oleksandrija.
Nel mercato estivo del 2017 viene ceduto in prestito biennale al Mariupol'.

## Statistiche

### Presenze e reti nei club
Statistiche aggiornate al 24 Settembre 2018.
| Stagione        | Squadra         | Campionato      | Campionato | Campionato | Coppe nazionali | Coppe nazionali | Coppe nazionali | Coppe continentali | Coppe continentali | Coppe continentali | Altre coppe | Altre coppe | Altre coppe | Totale | Totale | Totale |
| Stagione        | Squadra         | Comp            | Pres       | Reti       | Comp            | Pres            | Reti            | Comp               | Pres               | Reti               | Comp        | Pres        | Reti        | Pres   | Reti   |        |
| --------------- | --------------- | --------------- | ---------- | ---------- | --------------- | --------------- | --------------- | ------------------ | ------------------ | ------------------ | ----------- | ----------- | ----------- | ------ | ------ | ------ |
| 2016-2017       | Šachtar         | PL              | 1          | 0          | CU              | 0               | 0               |                    | -                  | -                  |             | -           | -           | 1      | 0      |        |
| 2017-2018       | Mariupol'       | PL              | 18         | 0          | CU              | 2               | 0               |                    | -                  | -                  |             | -           | -           | 20     | 0      |        |
| 2018-2019       | Mariupol'       | PL              | 4          | 0          | CU              | 0               | 0               | UEL                | 3                  | 0                  |             | -           | -           | 7      | 0      |        |
| Totale carriera | Totale carriera | Totale carriera | 23         | 0          |                 | 2               | 0               |                    | 3                  | 0                  |             | -           | -           | 28     | 0      |        |

## Palmarès

### Club

#### Competizioni nazionali
- Campionato ucraino: 1

Šachtar: 2016-2017